# Cenwulf

Britannien ca. 802

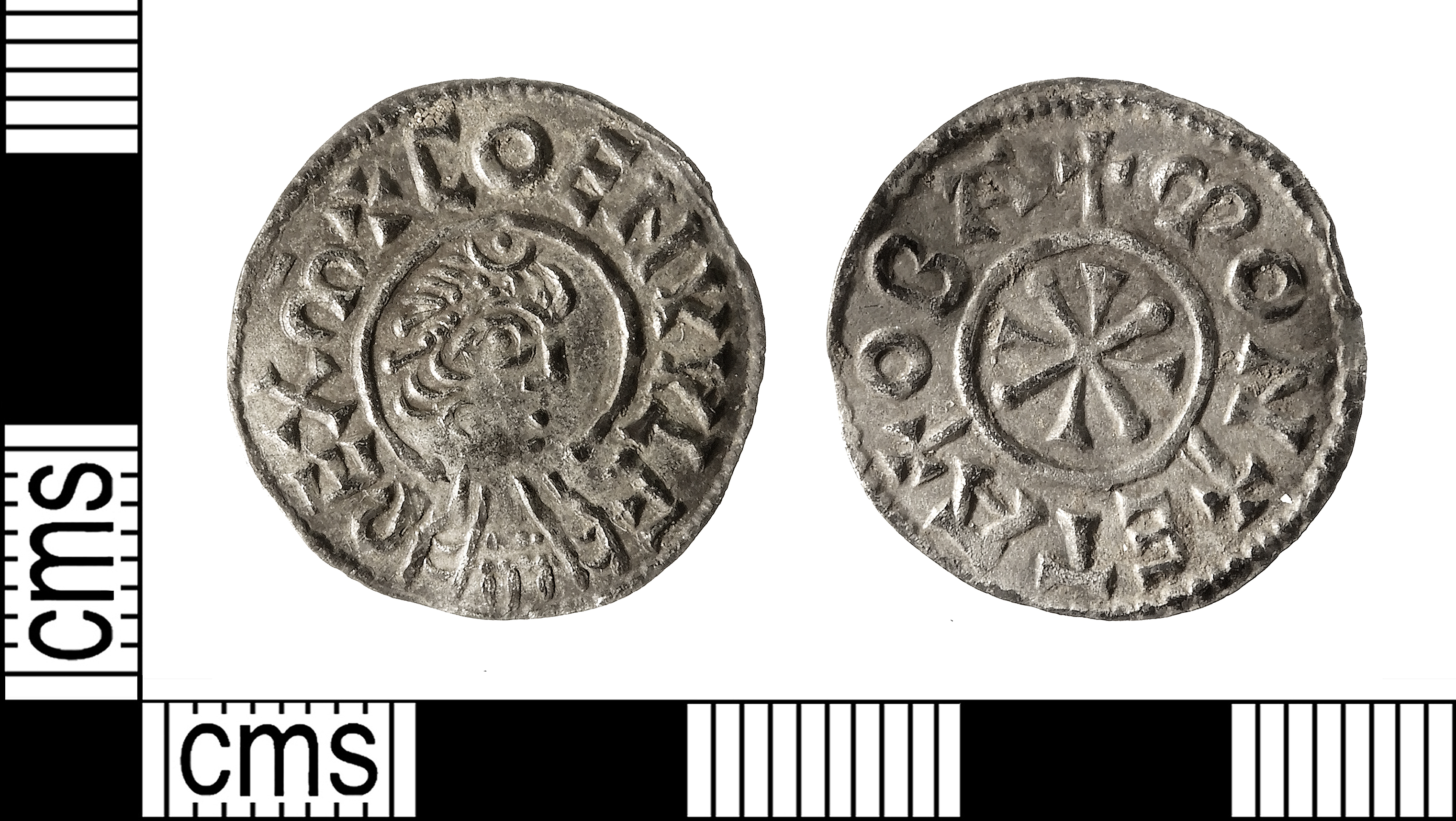
Darstellung Cenwulfs auf einem Penny des 9. Jahrhunderts

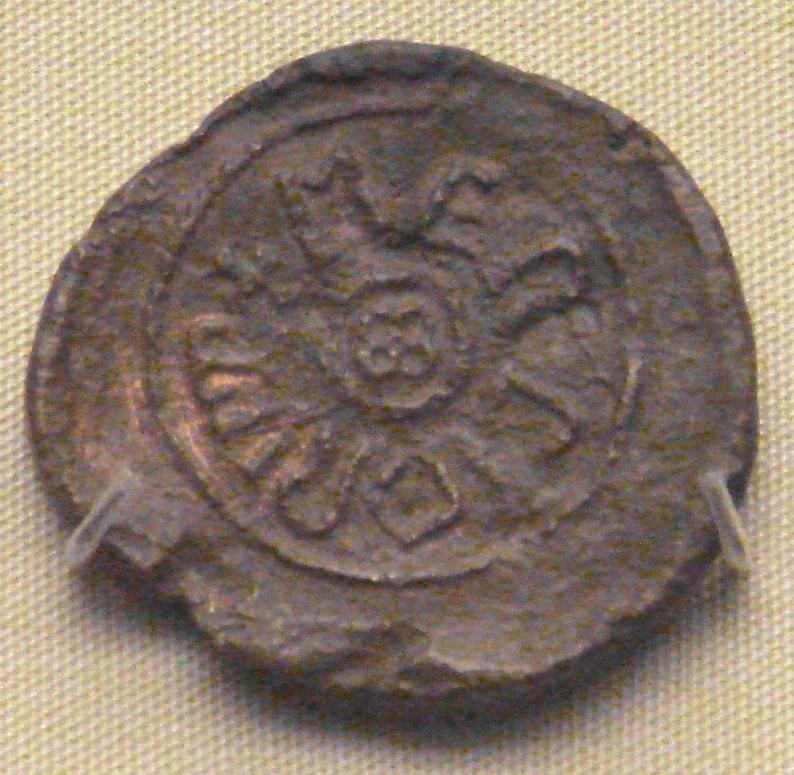
Bleisiegel Cenwulfs

Cenwulf (auch Coenwulf oder Kenwulph) († 821) war König des angelsächsischen Königreichs Mercia von 796 bis zu seinem Tod im Jahre 821.
Cenwulf wurde im Dezember 796 nach dem Tod seines nur wenige Monate regierenden Vorgängers Ecgfrith zum König von Mercia erhoben. Er entstammte einer entfernten Linie des mercischen Königshauses.
Während der ersten beiden Jahre seiner Herrschaftszeit musste Cenwulf eine Rebellion des Mercia untertänigen Königreichs Kent unter dessen König Eadberht III. Præn unterdrücken. Dieser Aufstand war schon kurz vor Offas Tod ausgebrochen. Nach der Niederschlagung der Rebellion ernannte Cenwulf seinen Bruder Cuthred zum König von Kent. Erst mit dessen Tod im Jahr 807 konnte Kent wieder als eine Provinz Mercia einverleibt werden.
East Anglia scheint sich nach dem Tod Offas auf Seiten Kents von Mercia gelöst zu haben, da dort Münzen mit dem Bildnis des aufständischen Königs Eadberht III geprägt wurden. Mit dem Ende der Rebellion in Kent kam East Anglia wieder unter die direkte Kontrolle Mercias.
Der abhängige Status des Königreichs Wessex, der durch die Heirat des westsächsischen Königs Beorhtric mit einer Tochter Offas besiegelt worden war, endete mit dem Tod Beorhtrics im Jahr 802. Sein Nachfolger wurde Egbert, der einst von Offa und Beorhtric ins Exil getrieben worden war. Egberts Thronbesteigung markierte eine Zäsur in den Beziehungen beider Königreiche, da Wessex sich aus dem Einflussbereich Cenwulfs lösen konnte.
Mercias Einfluss im Königreich Northumbria wurde schon 796 mit der Ermordung Königs Aethelred I., der mit Aelfflaed, einer Tochter Offas, verheiratet war, beendet. 801 kam es zu einer Invasion Mercias durch Northumbria unter König Eardwulf, nachdem Cenwulf northumbrische Exilanten an seinem Hof aufgenommen hatte. Durch Vermittlung englischer Bischöfe wurde jedoch rasch ein für beide Seiten akzeptables Friedensabkommen geschlossen.
Die Könige des Königreichs Essex konnten sich ein gewisses Maß an Unabhängigkeit bis 811 erhalten. Danach wurden sie und ihr Territorium vollständig in Mercia integriert.
Cenwulfs Herrschaft oder Oberherrschaft wurde in den ehemaligen oder inzwischen untertänigen Königreichen Sussex, Essex, East Anglia sowie Kent anerkannt. Obwohl er die unmittelbare Herrschaft über die alten westsächsischen Gebiete an der mittleren Themse, die Offa einst erobert hatte, ausübte, entzog sich der westsächsische Hof seiner Kontrolle, wodurch Cenwulf nicht der Oberherrscher aller englischen Königreiche südlich des Humbers war und in keinem seiner uns bekannten Dokumente bezeichnet er sich als solchen.
Während Cenwulfs Herrschaft nahm Mercia, nach einer Periode des Stillstands unter Offa, seine Expansion Richtung Westen wieder auf. Zwischen 816 und 818 drangen mercische Truppen tief in die Gebiete der walisischen Königreiche Königreich Powys und Gwynedd im Norden und des Königreichs Dyfed im Süden ein. Diese Expansion sollte 821 weitergeführt werden, wurde von Cenwulf selber nicht mehr erlebt.
Im Jahre 803 wurde das unter Offa 786 errichtete Erzbistum Lichfield ohne nennenswerten Widerstand durch Cenwulf aufgelöst, da es schien, dass durch die Kontrolle, die Cenwulf über Kent, und damit über den Erzbischof von Canterbury, ausübte, ein drittes Erzbistum in England überflüssig geworden sei. Im weiteren Verlauf seiner Herrschaft kam es jedoch zu schweren Spannungen und Zerwürfnissen mit Erzbischof Wulfred wegen des von fränkischen Vorbildern beeinflussten Machtanspruch des Erzbischofs von Canterbury. Cenwulf betrachtete sich, wie schon Offa vor ihm, als legitimer Thronfolger Kents und leitete daraus ein Verfügungsrecht über Klöster und andere kirchliche Einrichtungen ab, was auf heftige Gegenwehr des Erzbischofs von Canterbury stieß. Der Konflikt kulminierte darin, dass Cenwulf Erzbischof Wulfred exkommunizieren ließ, ohne sich aber hiermit letztendlich das Episkopat gefügig machen zu können.
Cenwulf starb im Jahr 821.